# Martino Orsino
Martino Orsino (Catania, 26 aprile 1783 – Patti, 8 febbraio 1860) è stato un vescovo cattolico italiano.

## Biografia
Proposto da Ferdinando II re di Sicilia, fu eletto vescovo di Patti da Gregorio XVI il 25 luglio 1844. La diocesi, ormai ingrandita alle dimensioni attuali era vacante da 6 anni e sentiva il bisogno di un vescovo che fosse capace di istruire e governare. La sua azione si articolò in due direzioni: le strutture e le persone.
Ingrandì il seminario e il palazzo vescovile, fece costruire la strada che congiunge il centro della città alla cattedrale, consolidò i mulini che la mensa vescovile possedeva nelle terre; raccolse orfane in un conservatorio, cui provvide con lasciti cospicui, consolidò un Monte di prestanza fondato dal predecessore Saitta, sottrasse abilmente alla morte alcuni giovani pattesi che durante i moti del 1848 avevano bruciato i ritratti dei sovrani borboni, fece una lunga e faticosa visita alla diocesi. Fedele al suo progetto pastorale di evangelizzare i poveri, compose e diffuse tre volumetti con catechismo e preghiere in lingua siciliana per le persone ignoranti.
Morì a Patti l'8 febbraio 1860 all'età di 76 anni e fu sepolto in cattedrale, dopo avere speso la sua vita per i poveri e i bisognosi, che non dimenticò neppure nel suo testamento.

## Genealogia episcopale
La genealogia episcopale è:
- Cardinale Scipione Rebiba
- Cardinale Giulio Antonio Santori
- Cardinale Girolamo Bernerio, O.P.
- Arcivescovo Galeazzo Sanvitale
- Cardinale Ludovico Ludovisi
- Cardinale Luigi Caetani
- Cardinale Ulderico Carpegna
- Cardinale Paluzzo Paluzzi Altieri degli Albertoni
- Papa Benedetto XIII
- Papa Benedetto XIV
- Papa Clemente XIII
- Cardinale Marcantonio Colonna
- Cardinale Giacinto Sigismondo Gerdil, B.
- Cardinale Giulio Maria della Somaglia
- Cardinale Emmanuele De Gregorio
- Arcivescovo Felice Regano
- Vescovo Martino Orsino